# Ben Seresin
Benjamin Paul Seresin (3 november 1962) is een Nieuw-Zeelandse cameraman (director of photography). 
Seresin is vooral bekend van zijn werk aan Transformers: Revenge of the Fallen, World War Z en The Mummy. Hij was naast zijn reguliere werk ook director of photography: second unit aan de films Lara Croft: Tomb Raider en Terminator 3: Rise of the Machines en extra cameraman aan de films Pirates of the Caribbean: At World's End, The Sorcerer's Apprentice en X-Men: First Class. Voor zijn werk aan Unstoppable werd hij in 2010 genomineerd voor een Satellite Award voor beste cinematografie. Hij is sinds 2010 lid van de British Society of Cinematographers en sinds 2011 van de American Society of Cinematographers. Hij is de halfbroer van Michael Seresin, die ook cameraman is.

## Filmografie
- 1997: The James Gang
- 1999: Best Laid Plans
- 2000: Circus
- 2004: A Good Woman
- 2005: Gone
- 2009: Transformers: Revenge of the Fallen
- 2010: Unstoppable
- 2011: Broken City
- 2013: Pain & Gain
- 2013: World War Z
- 2017: The Mummy
- 2021: Chaos Walking
- 2021: Godzilla vs. Kong